# Ostrov (Piešťany)
Ostrov je naseljeno mjesto u okrugu Piešťany u Trnavskom kraju u Slovačkoj.

## Stanovništvo
| Godina:     | 1993. | 2003.    | 2013.   | 2023.   |
| ----------- | ----- | -------- | ------- | ------- |
| Broj ljudi: | 1511  | 1154     | 1217    | 1221    |
| Razlika:    |       | -23,62 % | +5,45 % | +0,32 % |

| Godina:     | 2022. | 2023.   |
| ----------- | ----- | ------- |
| Broj ljudi: | 1217  | 1221    |
| Razlika:    |       | +0,32 % |

Prema podacima o broju stanovnika iz 2023. godine naselje je imalo 1221 stanovnika.

## Vanjske poveznice
|  | Zajednički poslužitelj ima još gradiva o temi Ostrov (Piešťany) |

- Službena stranica naselja (sl.)
- Krajevi i okruzi u Slovačkoj  Arhivirana inačica izvorne stranice od 2. svibnja 2024. (Wayback Machine) (sl.)